# Кристијан Мез
Кристијан Мез (фр. Christian Metz; Безје, 12. децембар 1931 – Париз, 7. септембар 1993) био је француски теоретичар филма и један од пионира семиолошког приступа медијуму. Био је професор школе: École Pratique des Hautes Études у Паризу. Био је најзначајнији филмски семиотичар, а утицао је и на књижевну теорију Жерара Женета. Тврдио је да филмски језик нема темељни код, а филмске кодове је делио на кинематографске (специфичне за филм) и екстракинематографске, при чему свако филмско дело има засебну комбинацију кодова. Половином 1970-их прихватио је идеје психоанализе.

## Теорија филма
Ближе речено, у научном раду Кристијана Меза, јасно се могу уочити три фазе разматрања:

###### Прва фаза
У почетној фази (1962-1970), под утјецајем Андреа Базена и Ролана Барта, филмску слику је сматрао аналогоном стварношћу. Разликовао је денотацију и конотацију филма, порицао постојање двоструке артикулације у медију и проналазио кодификацију само на нивоу великих синтагматских јединица као што су: сцена, секвенца, наизменична синтагма, синтагма учесталости, описна синтагма и самостални кадар. 
Тврдио је да је филм двоструко мотивисан и зато је двоструко изражајан, те да у њему важи начело континуитета, тј. да не постоји дискреционо право језика.
- Огледи о значењу филма (Essais sur la signification au cinéma, 1968–1972, у 2 тома).[3][4]

###### Друга фаза
Друга фаза (1971—1974) одликује се наглашавањем функција кодова у филму, при чему се филм узима као вишекодовски медиј који је истовремено регулисан:
- екстракинематографским (оним кодовима који се не срећу само у филму) и
- кинематографским кодовима (оним специфичним за филм) који се деле на: 
  - опште (који се примјењују на све филмове) и
  - појединачне (који припадају појединим епохама развоја или жанровима);

Општи и појединачни су, заправо, поткодови. 
Појединачни филмски текст заснива се на кодовима, али није идентичан с њима, порука се заснива на оригиналном систему – комбинацији кодовских чињеница у конкретном филму, која је за свако дело другачија и увек оригинална.
Ова друга фаза код Меза је последица утицаја Емилија Гаронија (Emilio Garroni) који је, поред Умберта Ека, заправо, одредио другу фазу Мезовог развоја. У начелу, код се налази на страни парадигме, а систем на страни синтагме, што значи да је у питању двоструки однос код – порука /систем – текст.
Осим тога, у кинематографском медију не постоји заједничка минимална јединица, било значењска или незначењска: она се појављује као другачија у сваком коду (фотограм у технолошким кодовима; кадар у поткоду монтаже; велике синтагматске целине у наративним кодовима; симболични предмет у психоаналитичком коду итд.).
Специфичност сваког језика одређује се материјом израза, а филм и телевизија су слике многоструке, покретне, механичке, комбиноване с писмом и три вида звука.
И са овог стајалишта кодови се још једном деле на оне: с јединственом, и са универзалном манифестацијом. (Језик и кинематографски медијум — Langage et cinéma, 1971).

###### Трећа фаза
Трећа фаза почиње 1975.године, објављивањем огледа:
- Психоанализа и филм (Psychanalyse et cinéma)
- Имагинарно означавајуће (Le signifiant imaginaire)

Тиче се проучавања филма као институције означавајућега у светлу једне друге семиологије психоаналитичког типа, где се смисао схвата као операцијска категорија, а облици означавајућега се налазе у подсвесном и архетипском, имагинарном и симболичном – читаве цивилизације (Имагинарно означавајуће  / Le signifiant imaginaire, 1977). 
За теорију филма важни су још његови:
- Семиотички огледи (Essais sémiotiques, 1977) и
- Нелични исказ или позициона тачка у филму (L’Énonciation impersonnelle ou le site du film, 1987).[3][4]